# Julio César Enciso
Julio César Enciso Pereira (Capiatá, 5 agosto 1974) è un ex calciatore paraguaiano, di ruolo centrocampista.

## Palmarès

### Club

#### Competizioni nazionali
- Campionato paraguaiano: 2

Cerro Porteño: 1994, 1996

#### Competizioni internazionali
- Coppa Libertadores: 1

Olimpia: 2002
- Recopa Sudamericana: 1

Olimpia: 2003

### Nazionale
- Argento olimpico: 1

Atene 2004